# Объединённое авиационное командование
Объединённое авиационное командование (или Авиационное командование союзников) (AIRCOM) является центральным командованием всех воздушно-космических сил НАТО, а командующий Воздушным командованием союзников является главным советником альянса по воздушным и космическим вопросам. Под руководством Главнокомандующего объединёнными силами в Европе (SACEUR) он обеспечивает ядро штаба, ответственного за проведение воздушных операций. Командование расположено на авиабазе Рамштайн в Германии.

## История

### После холодной войны
Первоначально созданное в 1974 году как Военно-воздушные силы союзников в Центральной Европе (AAFCE), командование должно было обеспечить централизованное руководство и управление военно-воздушными силами НАТО в Европейском Центральном регионе, соответствующем Западной Германии к югу от реки Эльба, Бельгии, Нидерландам и Люксембургу.
В начале 1990-х годов, после ослабления напряженности между Востоком и Западом, была проведена крупная реорганизация структуры командования и управления НАТО. В рамках этого, а также с учетом сокращения числа самолетов союзников в Европе, в 1993 году произошла рационализация штаб-квартиры ВВС Центрального региона с упразднением Второго  и Четвертого объединённых тактических авиационных командований и расширением AAFCE для решения новых задач, поскольку она поглотила функции, ранее выполнявшиеся двумя подчиненными ей командованиями.
Это изменение структуры было отмечено церемонией в Рамштайне 1 июля 1993 года, когда штаб-квартира была официально переименована в AIRCENT. Еще одним следствием реорганизации НАТО стало увеличение зоны ответственности союзных сил в Центральной Европе за счет добавления 1 января 1994 года Дании и северных частей Германии, которые ранее находились под командованием Союзных сил НАТО в Северной Европе. В результате Дания присоединилась к шести странам, которые укомплектовывали штаб-квартиру с момента ее создания: Бельгии, Канаде, Германии, Нидерландам, Соединенному Королевству и Соединенным Штатам.

### Расширение НАТО
С вступлением в НАТО в марте 1999 года трех новых членов (Венгрии, Польши и Чехии) воздушные пространства и военно-воздушные силы Польши и Чешской Республики стали частью AIRCENT и с тех пор вносят свой вклад в выполнение задач и миссии AIRCENT.
3 марта 2000 года AIRNORTHWEST (Хай-Уиком, Великобритания) и AIRCENT были объединены. Новое командование получило название AIRNORTH, а также взяло на себя обязанности бывшего штаба BALTAP (который стал JHQ NORTHEAST  в Карупе (Дания) и HQ NORTH (который стал JHQ NORTH в Ставангере (Норвегия). Штаб-квартира AIRNORTH теперь включала также персонал из Норвегии, Венгрии, Польши, Чехии, Италии и Испании.
С вступлением в НАТО семи новых членов (Болгарии, Эстонии, Латвии, Литвы, Румынии, Словении, Словакии) в марте 2004 года страны Балтии Эстония, Латвия и Литва, а также Словакия стали частью AIRNORTH. 1 июля 2004 года AIRNORTH был переименован в Component Command-Air Ramstein (CC AIR), и была внедрена новая внутренняя структура штаба..
С 1 марта 2010 года командование было переименовано в Allied Air Command Ramstein, а с 1 января 2013 года, после упразднения Союзного авиационного командования в Измире, командование было переименовано в Allied Air Command («AIRCOM»).

### Родословная
Авиационное командование союзников ранее называлось следующим образом:
- 28 июня 1974 — 1 июля 1993: Военно-воздушные силы союзников в Центральной Европе
- 1 июля 1993 — 3 марта 2000: AIRCENT
- 3 марта 2000 — март 2004: AIRNORTH
- Март 2004—2010: Компонент командования-Штаб ВВС Рамштайн
- 2010 — 1 января 2013: Штаб-квартира авиационного командования союзников Рамштайн
- 1 января 2013 года — н. в.: Объединённое авиационное командование

## Роль
На командование ВВС союзников возложена задача планирования и руководства воздушным компонентом операций и миссий НАТО, а также вопросами противовоздушной и противоракетной обороны. Оно является главным советником НАТО по вопросам ВВС и вносит свой вклад в развитие и трансформацию, вовлечение и информационно-пропагандистскую деятельность в рамках своей компетенции .
Командующий AIRCOM в настоящее время является генералом ВВС США, который также является командующим ВВС США в Европе и Африке. Он является командующим союзными ВВС  для всех воздушных и космических миссий по указанию Главнокомандующего объединёнными силами в Европе и его советником по воздушно-космическим вопросам. AIRCOM имеет многонациональный персонал, который может включать офицеров связи из других штаб-квартир НАТО и национальных командований, как указано в соглашениях. Заместитель командующего ВВС обычно является французским или британским  трёхзвёздочным генералом, назначаемым в порядке ротации.
Одной из подчинённых AIRCOM структур ранее был Объединенный центр воздушных операций Финдерап в Дании.

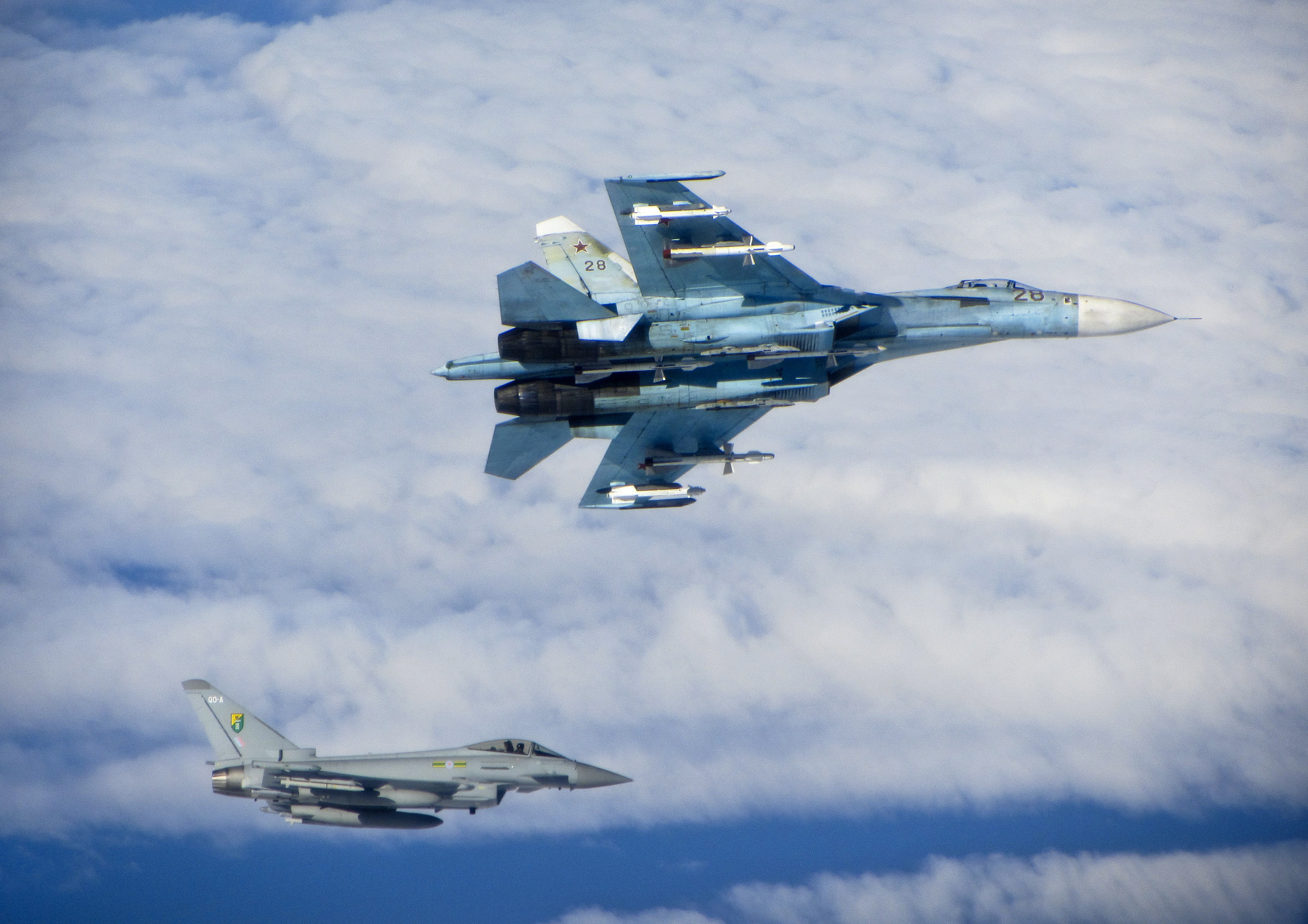
Российский истребитель-бомбардировщик Су-27 сопровождается истребителем Королевских военно-воздушные силы Великобритании Typhoon FGR4 в рамках продолжающейся миссии НАТО по охране воздушного пространства Балтии, 2014 год

AIRCOM подчинены Центр управления воздушными операциями в Удеме, Объединённый центр управления воздушными операциями в Торрехон-де-Ардос и Развертываемое воздушное командование и центр управления в Поджо-Ренатико. Основной задачей Центра управления в Удеме в мирное время является тактическое командование и управление силами быстрого реагирования, осуществляющими контроль  воздушного пространства НАТО над странами Бенилюкса, над Германией, Польшей, Чехией, Словакией и странами Балтии (Балтийское воздушное патрулирование). Существует также более 50 центров и пунктов контроля и отчетности, а также связи с гражданскими сетями управления воздушным движением.
Учебные мероприятия Балтийского региона (BRTE) проводятся с целью предоставления учебных возможностей для повышения интероперабельности, наращивания потенциала и продолжения интеграции Эстонии, Латвии и Литвы.
AIRCOM также отвечает за Интегрированную систему противовоздушной обороны НАТО (NATINADS), которая контролирует не только военно-воздушные силы, назначенные на активную службу в НАТО, но также собирает информацию и координирует деятельность радаров и наземных объектов государств-членов.